# Unconditional Union Party
L'Unconditional Union Party fu un partito politico unionista degli Stati Uniti d'America esistito durante la guerra civile americana. Costituì la controparte regionale del National Union Party, che sostenne l'amministrazione Lincoln in tempo di guerra. Il partito fu attivo negli stati cuscinetto e nelle aree occupate dall'Unione all'interno degli Stati Confederati d'America. Dopo la guerra, il partito costituì il nucleo del Partito Repubblicano nell'alto Sud.
Dopo l'inizio delle ostilità nell'aprile 1861, gli unionisti vinsero le elezioni in Kentucky e Maryland, prima della sessione di emergenza del Congresso del 4 luglio, e istituirono governi provvisori in Missouri e nelle contee occidentali della Virginia. L'emancipazione e l'arruolamento di soldati di colore divise il movimento unionista, con i radicali che iniziarono a chiedere l'immediata abolizione della schiavitù in risposta alle esigenze belliche. Il conflitto tra le fazioni culminò in una scissione formale tra gli unionisti conservatori e i radicali, che si rinominarono "Unconditional Union Party" per sottolineare il loro sostegno senza compromessi allo sforzo bellico.
A livello nazionale, gli unionisti incondizionali si allinearono con i Repubblicani radicali nel chiedere l'immediata fine della schiavitù negli Stati Uniti d'America, l'arruolamento di soldati di colore nell'Union Army e la prosecuzione aggressiva della guerra. Si scontrarono frequentemente con l'amministrazione Lincoln e gli unionisti conservatori nei rispettivi stati su temi relativi all'emancipazione, sulle nomine dei militari e sulle strategie, e sull'imminente tema della Ricostruzione. Alcuni radicali preferivano opporre un candidato ad Abraham Lincoln nelle elezioni presidenziali del 1864, ma alla fine quasi tutti sostennero la rielezione di Lincoln con un ticket nazionalista unitario. Dopo la guerra il partito continuò ad operare come controparte regionale del Partito Repubblicano. Con la Ricostruzione, e in particolare con l'introduzione del voto ai neri, i partiti dei singoli stati si unirono ai repubblicani alla fine degli anni 1860, tranne nel Missouri in cui l'organizzazione repubblicana continuò a identificarsi come Radical Union Party fino al 1870.